# Somogyszob vasútállomás
Somogyszob vasútállomás egy Somogy vármegyei vasútállomás, Somogyszob településen, a MÁV üzemeltetésében. A település déli részén található, nem messze onnét, ahol a 6814-es út (a 68-as főút régi nyomvonala) keresztezi a Gyékényes felé vezető vonal vágányait.

## Vasútvonalak
Az állomást az alábbi vasútvonalak érintik:
- Nagyatád–Somogyszob-vasútvonal
- Dombóvár–Gyékényes-vasútvonal
- Somogyszob–Balatonszentgyörgy-vasútvonal

A 37-es számú vasútvonalon 2009. december 13-án megszűnt a személyszállítás, a 2020. júliusi villámárvíz óta a vasútállomás és Böhönye között nincs forgalom.[forrás?]

## Kapcsolódó állomások
A vasútállomáshoz az alábbi állomások vannak a legközelebb:
- Nagyatád vasútállomás (Nagyatád–Somogyszob-vasútvonal)
- Ötvöskónyi megállóhely (Dombóvár vasútállomás, Dombóvár–Gyékényes-vasútvonal)
- Bolhás megállóhely (Gyékényes vasútállomás, Dombóvár–Gyékényes-vasútvonal)
- Segesd megállóhely (Balatonszentgyörgy vasútállomás, Somogyszob–Balatonszentgyörgy-vasútvonal)

## Forgalom
| Járat                  | Útvonal | Gyakoriság                                  |
| ---------------------- | --- | ------------------------------------------- |
| személyvonat           | Somogyszob – Nagyatád | 1-2 óránként                                |
| személyvonat           | Dombóvár – Dombóvár alsó – Nagyberki – Kaposszentjakab – Kaposvár – Kaposújlak – Kaposmérő – Kaposfő – Kiskorpád – Jákó-Nagybajom – Kutas – Beleg – Ötvöskónyi – Somogyszob – Bolhás – Szenta – Zrínyitelep – Csurgó – Gyékényes (– napi 3 pár tovább: Zákány – Őrtilos – Murakeresztúr – Nagykanizsa) | Kb. 2 óránként                              |
| Somogy InterCity       | Budapest-Keleti – Budapest-Kelenföld – Simontornya – Pincehely – Szakály-Hőgyész – Dombóvár – Kaposvár – Kiskorpád – Jákó-Nagybajom – Kutas – Beleg – Ötvöskónyi – Somogyszob – Bolhás – Csurgó – Gyékényes                                                                                            | Napi 1 pár                                  |
| Zágráb Advent Expressz | Csak nemzetközi forgalomban vehető igénybe Zágráb és magyarországi állomások között. Pécs – Szentlőrinc – Dombóvár alsó – Kaposvár – Somogyszob – Gyékényes – Zagreb Glavni kolodvor (Zágráb) | Advent 3. vasárnapja előtti szombaton 1 pár |